# Do You Crash?
『Do You Crash?』は、BONNIE PINKの3枚目のシングル。1996年9月20日に発売された。

## 解説
スウェーデンのバンド「カーディガンズ」を手掛けたトーレ・ヨハンソンによる初プロデュース作品。自身のシングルとしては初の4曲入りとなった。

## 収録曲
1. Do You Crash? (4:59)
2. かなわないこと (3:22)
後に5thシングル「It's gonna rain!」にも収録された。
3. Friends, Aren't We? (4:39)
4. One Night With Chocolate (2:54)

## 収録アルバム
- 『Heaven's Kitchen』（1.）
- 『Bonnie's Kitchen ＃1』（1., 2., 4.）
- 『Bonnie's Kitchen ＃2』（3.）
- 『Every Single Day -Complete BONNIE PINK（1995-2006）-』（1., 2.）
- 『BONNIE PINK B-side collection (1996-2009)』（2., 3., 4.）